# Estupro étnico
O termo estupro étnico, numa tipologia de estupros, faz referência aos estupros que possuem motivações sectárias, quando em geral homens estupram mulheres por razões étnicas.